# Реєстраційний номер документа
Реєстраці́йний но́мер докуме́нта — цифрове або буквено-цифрове позначення, що привласнюється документу при його реєстрації.
Реєстраційний номер документа складається з його порядкового номера, який за рішенням організації можна доповнювати індексом справи за номенклатурою справ, інформацією про кореспондента, виконавців та ін. При цьому порядкові номери для розпорядчих та інформаційно-довідкових документів присвоюються в межах календарного року окремо для кожного виду документа.
Порядок реєстрації документів і структура реєстраційних номерів встановлюються в інструкції з діловодства організації та в розпорядчих документах організації.